# Сан Микеле (Кермона)
Сан Микеле је насеље у Италији у округу Кремона, региону Ломбардија.
Према процени из 2011. у насељу је живело 445 становника. Насеље се налази на надморској висини од 76 м.